# 弗雷什沃特灣
弗雷什沃特灣（英語：Freshwater Inlet），是南極洲的海灣，位於南喬治亞群島的伯德島以南，屬於喬丹灣的一部分，在1956年以英國政府的生物學家命名。

## 外部連結
. . United States Geological Survey.   [2012-04-09].
54°0′S 38°3′W / 54.000°S 38.050°W